# Moritz Schenck zu Schweinsberg
Moritz Craft Magnus Schenck zu Schweinsberg (* 14. November 1801 in Marburg; † 28. Juni 1869 in Hanau) war ein deutscher Jurist und Mitglied der Kurhessischen Ständeversammlung.

## Herkunft und Familie
Moritz Schenck zu Schweinsberg entstammte dem hessischen Uradelsgeschlecht der Schenck zu Schweinsberg, aus dem zahlreiche namhafte Persönlichkeiten hervorgegangen sind. Er war der Sohn des Staatsministers Ferdinand Schenck zu Schweinsberg (1765–1842) und dessen Ehefrau Christiane geb. Treusch von Buttlar (1770–1832).
Seine Geschwister waren
- Ernst Ludwig Franz Gunthram (1803–1894, Erbschenck, Vater von Rudolph Schenck zu Schweinsberg)
- Carl Friedrich Franz Rudolf (1807–1862, Gutsbesitzer, Vater von Gustav Adolf Schenck zu Schweinsberg)
- Wilhelm Christian Schenck zu Schweinsberg (1809–1874, Kammerherr, Mitglied der Landstände des Großherzogtums Hessen).

Am 11. Juli 1831 heiratete er Emilie Freinsheim (1811–1869). Aus der Ehe stammten die Kinder
- Ferdinand Friedrich Kraft  (1832–1882, Rittmeister)
- Ernst Max Franz Gunthram (* 1833, Ingenieur)
- Carl Wilhelm Rudolph Walther (1835–1885)
- Johanne Christiane Emilie Rosaline (* 1837, ⚭ Sigismund Pergler von Perglas)
- Moritz August Hans (1840–1864)
- Marie Lydia Luise Mathilde (* 1842, ⚭ Max Friedrich von Butler)

## Wirken
Nach einem Studium der Rechtswissenschaften war Moritz als kurhessischer Obergerichtsrat in Fulda und Rotenburg tätig, als er 1848 zum Mitglied der Kurhessischen Ständeversammlung  gewählt wurde. Er hatte als Vertreter der Ritterschaft des Lahnstromes und der Höchstbesteuerten des Bezirks Fulda einen Sitz im Parlament, den er bis zum Jahre 1850 behielt.